# Districte de Bremgarten
El districte de Bremgarten és un districte de Suïssa, al cantó d'Argòvia. El cap del districte és Bremgarten, té 24 municipis, una superfície de 117,46 km² i 82.962 habitants (cens de 2023).

## Municipis

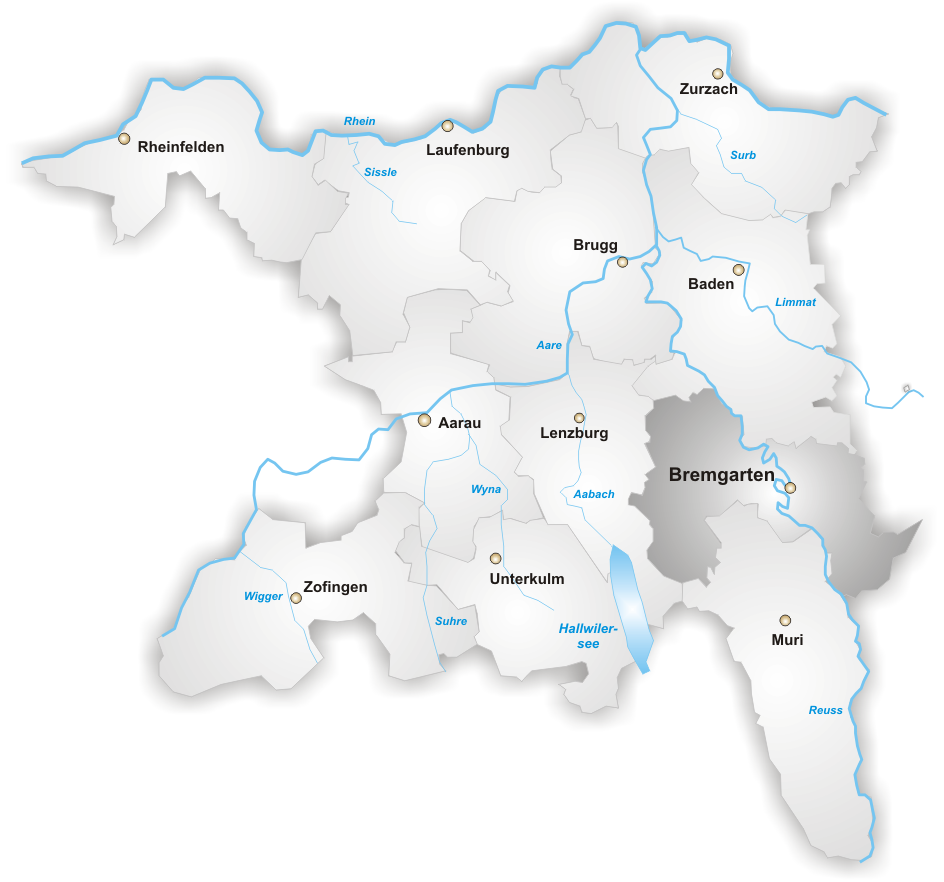
Districte de Bremgarten

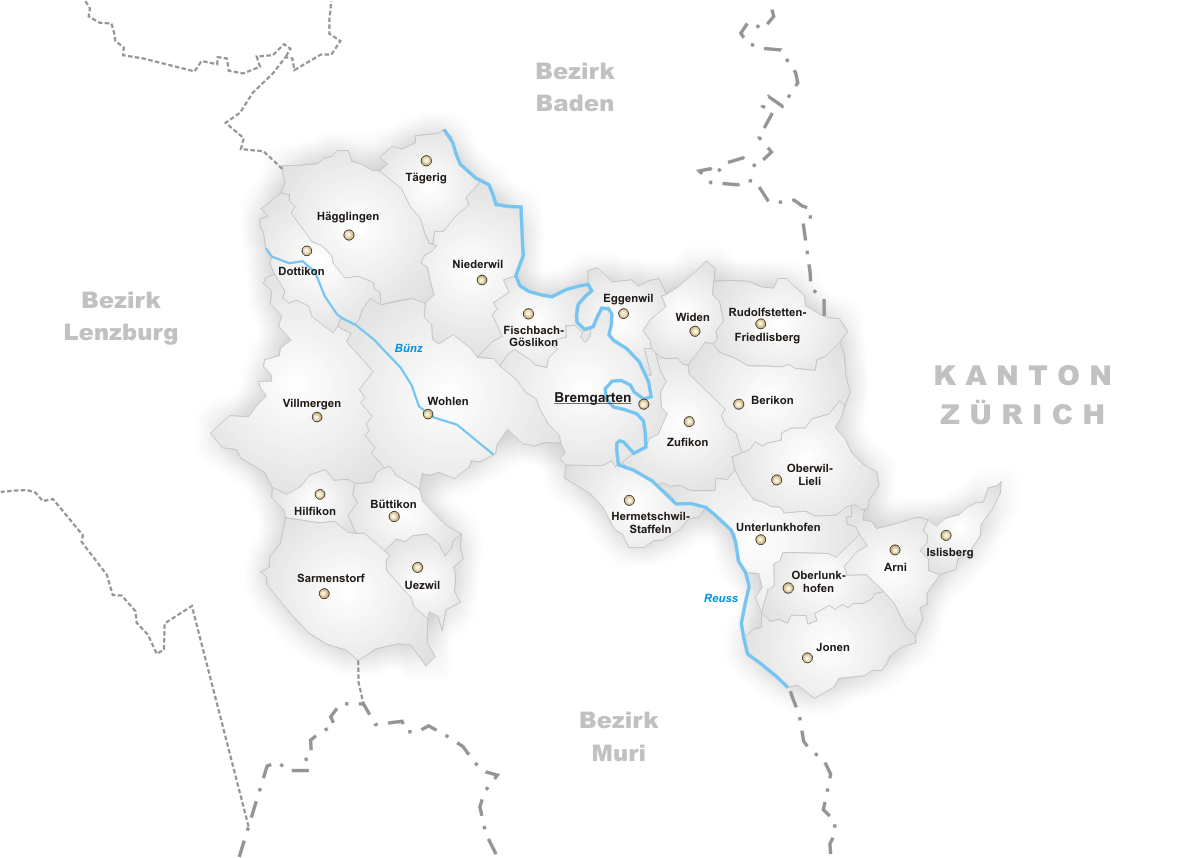
Municipis del districte de Bremgarten

| Escut                      | Municipi                   | Habitants (31.12.2004) | Superfície en km² |
| -------------------------- | -------------------------- | ---------------------- | ----------------- |
| Arni                       | Arni                       | 1518                   | 3.37              |
| Berikon                    | Berikon                    | 4418                   | 5.38              |
| Bremgarten                 | Bremgarten                 | 6006                   | 8.02              |
| Büttikon                   | Büttikon                   | 741                    | 2.82              |
| Dottikon                   | Dottikon                   | 3094                   | 3.89              |
| Eggenwil                   | Eggenwil                   | 719                    | 2.46              |
| Fischbach-Göslikon         | Fischbach-Göslikon         | 1321                   | 3.07              |
| Hägglingen                 | Hägglingen                 | 2059                   | 7.73              |
| Hermetschwil-Staffeln      | Hermetschwil-Staffeln      | 1119                   | 3.34              |
| Hilfikon                   | Hilfikon                   | 233                    | 1.72              |
| Islisberg                  | Islisberg                  | 495                    | 1.65              |
| Jonen                      | Jonen                      | 1646                   | 5.70              |
| Niederwil                  | Niederwil                  | 2269                   | 6.15              |
| Oberlunkhofen              | Oberlunkhofen              | 1661                   | 3.25              |
| Oberwil-Lieli              | Oberwil-Lieli              | 1943                   | 5.35              |
| Rudolfstetten-Friedlisberg | Rudolfstetten-Friedlisberg | 3846                   | 4.90              |
| Sarmenstorf                | Sarmenstorf                | 2232                   | 8.30              |
| Tägerig                    | Tägerig                    | 1261                   | 3.30              |
| Uezwil                     | Uezwil                     | 373                    | 2.45              |
| Unterlunkhofen             | Unterlunkhofen             | 1251                   | 4.49              |
| Villmergen                 | Villmergen                 | 5277                   | 10.22             |
| Widen                      | Widen                      | 3630                   | 2.62              |
| Wohlen                     | Wohlen                     | 13’932                 | 12.48             |
| Zufikon                    | Zufikon                    | 3639                   | 4.80              |